# 최민경 (쇼트트랙 선수)
최민경(崔敏敬, 프랑스어: Min-kyung Choi, 1982년 8월 25일~)은 대한민국과 프랑스의 전직 쇼트트랙 선수이다.

## 경력
연서중학교 재학 중 국가대표가 되었고, 1998년 일본 나가노에서 열린 제18회 동계 올림픽에 출전했다. 이후, 세화여자고등학교와 이화여자대학교에 진학했다. 2002년 미국 유타주 솔트레이크시티에서 열린 제19회 동계 올림픽 3000m 계주팀의 일원으로 참가, 금메달을 획득했다.
그 후 대표팀 선발전에서 후배들에게 밀렸고 2003년 프랑스로 여행을 떠났다가 프랑스 빙상 연맹의 제의로 이화여자대학교를 자퇴하고 프랑스로 귀화하여 2004년에서 2006년까지 프랑스 쇼트트랙 국가대표로 활동했다. 프랑스 팀의 일원으로 2005년 중국 베이징시에서 열린 세계 쇼트트랙 선수권 대회 3000m 계주에서 동메달을 획득했고, 2006년 이탈리아 토리노에서 열린 제20회 동계 올림픽 3000m 계주에서 5위에 올랐다. 
토리노 대회가 끝난 후 대한민국 국적을 회복하고 이화여자대학교에 복학하여 이화여대를 졸업했다. 이화여자대학교를 졸업한 후 한양대학교 행정자치대학원 공공정책학 석사과정을 밟았고 2011년 '쇼트트랙 선수의 운동환경이 운동만족에 미치는 영향'이라는 석사학위논문을 발표했다.
2007년 대한민국 정부로부터 체육훈장 청룡장을 받았다.

## 학력
- 리라초등학교
- 연서중학교
- 세화여자고등학교
- 이화여자대학교
- 한양대학교 석사